# 대한민국 민법 제700조
대한민국 민법 제700조는 임치물의 반환장소에 대한 민법조문이다.

## 조문
제700조(임치물의 반환장소) 임치물은 그 보관한 장소에서 반환하여야 한다. 그러나 수치인이 정당한 사유로 인하여 그 물건을 전치한 때에는 현존하는 장소에서 반환할 수 있다.

## 같이 보기
- 임치